# Synagoge (Sapozkin)

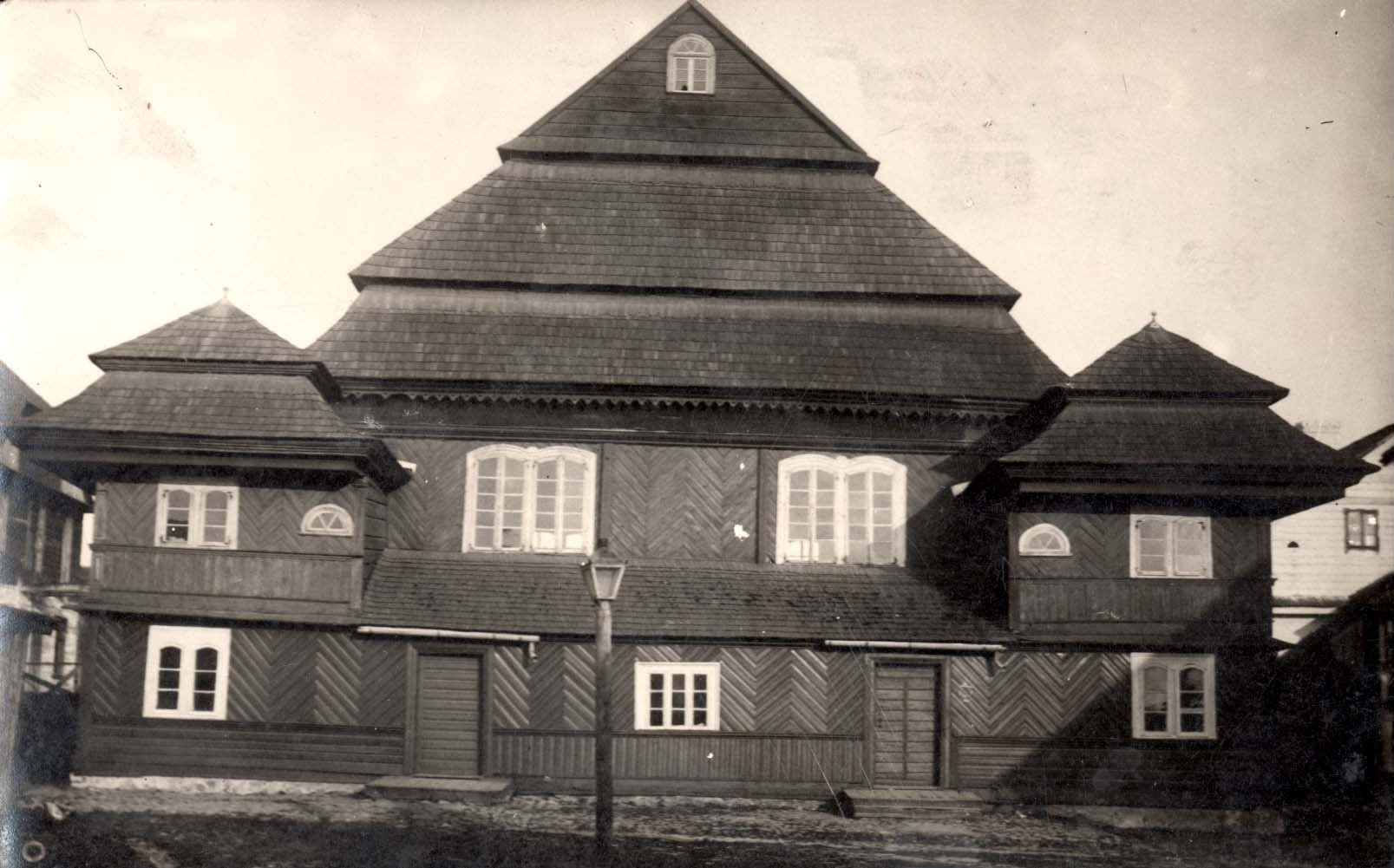
Sapozkin, Synagoge (1930–39)

Die Synagoge in Sapozkin (belarussisch Сапоцкін), einem belarussischen Ort in der Hrodsenskaja Woblasz, wurde in der zweiten Hälfte des 18. Jahrhunderts erbaut. Die Synagoge aus Holz wurde während des Zweiten Weltkriegs zerstört.

## Architektur
Die quadratische Haupthalle maß 9,60 × 9,60 m. DieWandhöhe war 7,00 m; bis zum höchsten Punkt der achteckigen Kuppel waren es 9,60 m.
Im Westen war ein einstöckiges Vestibül vorgelagert; entlang den Seiten im Süden und Norden waren (ebenfalls einstöckige) Anbauten. Diese beherbergten die Frauengebetsräüme. An den Ecken im Südwesten und Nordosten befanden sich zweistöckige Eckpavillons. Hier befanden sich Räume der Kehillah.
Die Haupthalle hat ein dreistufiges Dach; die unteren beiden Stufen waren Walmdächer und oben ein Giebeldach. Vestibül und Frauenräume an den Seiten hatten Pultdächer. Die Eckpavillons hatten Pyramidendächer.
An allen vier Seiten waren je zwei hoch angebrachte Zwillingsfenster mit segmentförmigem Sturz für die Haupthalle. Für die anderen Räume gab es kleinere Fenster.
Zugang zum Vestibül war durch zwei symmetrisch angebrachte Türen mit einem Fenster dazwischen. Vom Vestibül gab es einen Zugang zur Haupthalle sowie rechts und links je eine Tür zu den Eckpavillons. Zugang zu den Frauengebetsräumen war direkt von außen.
Bemerkenswert ist der große Dachüberstand bei den Pavillons. Sehr wahrscheinlich befanden sich hier Galerien ähnlich wie z. B. bei der Synagoge in Woŭpa, die zu einem späteren Zeitpunkt abgerissen wurden.

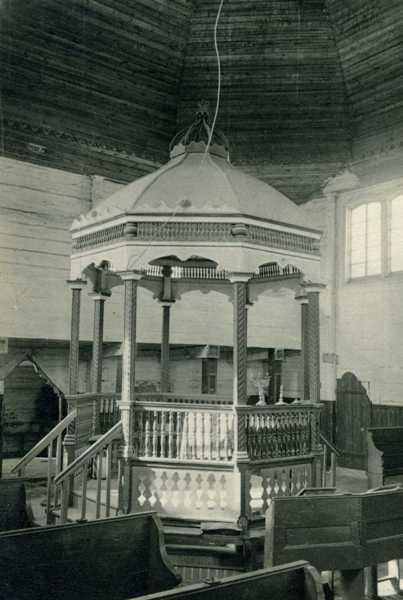
Bima (1920–29)

Die Bima hatte die Form einer achteckigen Laube mit hohen Holzsäulen und war von einer Balustrade umgeben. Der geschlossene Baldachin darüber wurde von einer Krone gekrönt.